# 한강신도시
한강신도시(漢江新都市, Gimpo Hangang New Town)는 대한민국 경기도 김포시 장기동, 운양동, 구래동, 마산동 일원에 개발 중인 신도시다.

## 위치
김포 구도심과 강화도 방향 사이에 위치

## 기반 시설
2019년 9월 28일, 양촌역과 김포공항역을 잇는 김포골드라인이 개통되었다.

## 교육
- 초등학교
- 장기초등학교
- 가현초등학교
- 김포금빛초등학교
- 청수초등학교
- 하늘빛초등학교
- 운양초등학교
- 운유초등학교
- 푸른솔초등학교
- 나비초등학교
- 김포구래초등학교
- 솔터초등학교
- 은여울초등학교
- 한가람초등학교
- 김포호수초등학교

- 중학교
- 운양중학교
- 고창중학교
- 장기중학교
- 푸른솔중학교
- 하늘빛중학교
- 은여울중학교
- 한가람중학교
- 나래중학교

- 고등학교
- 김포제일고등학교
- 운양고등학교
- 솔터고등학교
- 장기고등학교

## 같이 보기
- 장기동
- 운양동
- 구래동
- 마산동